# معاهده گین

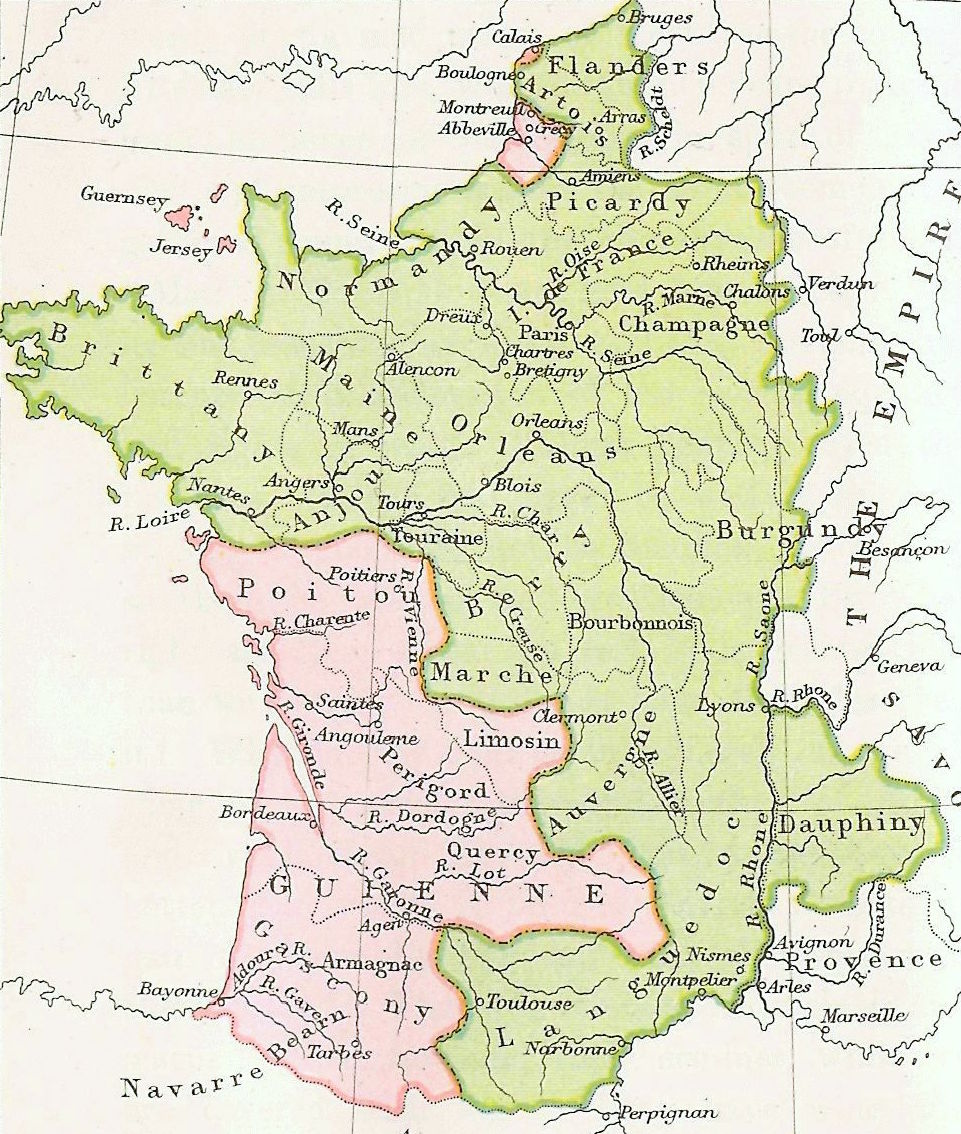
فرانسه پس از معاهده بعدی (1360) برتنی. حل و فصل ارضی مشابه آنچه در معاهده شکست خورده گین پیشنهاد شده بود: قلمرو فرانسه به رنگ سبز و قلمرو انگلیسی به رنگ صورتی

معاهده گین پیش نویس توافقی برای پایان دادن به جنگ صد ساله بود که بین انگلیس و فرانسه مذاکره شد و در ۶ آوریل ۱۳۵۴ میلادی در گین در شمال فرانسه امضا شد. جنگ در سال ۱۳۳۷ میلادی شروع شد و در سال ۱۳۴۰ تشدید گردید. زمانی که پادشاه انگلیس، ادوارد سوم، مدعی تاج و تخت فرانسه شد. جنگ برای فرانسه بد پیش رفت: ارتش فرانسه در نبرد کرسی به شدت شکست خورد و شهر کاله فرانسه محاصره و تصرف شد. در حالی که هر دو طرف خسته شده بودند، آتش‌بسی توافق شد که علیرغم اینکه فقط به درستی رعایت شده بود، بارها تجدید گردید. هنگامی که ماجراجویان انگلیسی شهر استراتژیک گین را در سال ۱۳۵۲ تصرف کردند، درگیری تمام عیار دوباره آغاز شد. این برای فرانسوی‌ها به خوبی پیش نرفت، زیرا پول و اشتیاق برای جنگ تمام شد و نهادهای دولتی از کار افتادند. با تشویق پاپ جدید، اینوسنت ششم، مذاکرات برای یک معاهده صلح دائمی در اوایل مارس ۱۳۵۳ در گین آغاز شد. این معاهده شکست خورد، اگرچه دوباره آتش‌بس مورد توافق قرار گرفت و مجدداً توسط هیچ‌یک از طرفین به‌طور کامل رعایت نگردید. در اوایل سال ۱۳۵۴ یک جناح طرفدار صلح با انگلیس در شورای پادشاهی فرانسه نفوذ پیدا کرد. مذاکرات دوباره آغاز شد و فرستادگان انگلیسی به ادوارد پیشنهاد کردند که در ازای قلمرو فرانسه، ادعای خود را برای تاج و تخت فرانسه کنار بگذارد. این به سرعت مورد توافق قرار گرفت و پیش نویس معاهده به‌طور رسمی در ۶ آوریل امضا شد.
قرار بود این معاهده توسط هر کشوری تصویب شود و توسط اینوسنت در اکتبر در کاخ پاپ در آوینیون اعلام شود. در آن زمان، پادشاه فرانسه، جان دوم، شورای جدیدی داشت که کاملاً مخالف این پیمان بود و جان تصمیم گرفته بود که دور دیگری از جنگ ممکن است او را در موقعیت مذاکره بهتری قرار دهد. پیش نویس معاهده به شدت رد شد و جنگ دوباره در ژوئن ۱۳۵۵ آغاز شد. در سال ۱۳۵۶ ارتش سلطنتی فرانسه در نبرد پواتیه شکست خورد و جان اسیر شد. در سال ۱۳۶۰، هر دو طرف با معاهده Brétigny موافقت کردند، که عمدتاً معاهده گین را تکرار می‌کرد، اما نسبت به انگلیسی‌ها کمی سخاوتمندتر بود. جنگ دوباره در سال ۱۳۶۹ شعله‌ور شد و جنگ صد ساله سرانجام در سال ۱۴۵۳، ۹۹ سال پس از امضای معاهده گین، پایان یافت.